# Басе дел Гамбино (Парма)
Басе дел Гамбино је насеље у Италији у округу Парма, региону Емилија-Ромања.
Према процени из 2011. у насељу је живело 16 становника. Насеље се налази на надморској висини од 65 м.